# Orel mořský
Orel mořský (Haliaeetus albicilla) je velký druh dravce z čeledi jestřábovitých patřící k největším žijícím orlům vůbec. Žije v blízkosti vod na rozsáhlém území Evropy a Asie a živí se převážně rybami a ptáky. V minulosti z mnoha oblastí Evropy zvláště v důsledku lidského pronásledování zcela vymizel, od 80. let 20. století však začala jeho početnost opět stoupat a postupně obsadil řadu původních hnízdišť.

## Systematika
Formální popis druhu byl publikován již v 10. vydání Systema Naturae švédského přírodovědce Carla Linného v roce 1758. Linné druh pojmenoval jako Falco albicilla.
Monotypický druh. Izolovaná populace orlů mořských v Grónsku, která dosahuje v rámci druhu i největších rozměrů, bývá některými autory označována za poddruh H. a. groencaldicus.

## Popis
Orel mořský je největší evropský orel a největší dravec vyskytující se v Česku. Délka jeho těla dosahuje 76–92 cm a v rozpětí křídel měří 190–253 cm. Někteří jedinci mohou mít rozpětí zřejmě až 260 cm. Samice jsou jako u většiny ostatních dravců větší a hmotnější. Hmotnost samce je průměrně okolo 4 kg, samice váží asi 5,5 kg. Váha velkých samic se pohybuje okolo 7 kg a maximální zjištěná hmotnost byla 10,8 kg. Jak hmotností, tak rozpětím patří orel mořský mezi největší orly vůbec (hmotností ho v průměru překonávají orel východní a harpyje pralesní). Zbarvení má tmavohnědé, jen ocas je bílý, případně se objevují i jiné světlejší oblasti na hlavě a krku. Za letu se snadno pozná podle charakteristického vzhledu dlouhých širokých křídel s dlouhými ručními letkami. Ocas je klínovitý, jeho zbarvení se v průběhu života výrazně mění. Přechází od hnědé mladých ptáků, přes hnědobíle mramorovanou k bílé barvě s hnědými okraji rýdovacích per u pohlavně dospělých jedinců. Podobně postupně světlá starším ptákům nejen hlava a hruď, kde může původní hnědá (bíle kropenatá) barva přejít až do hnědožluté, ale i zobák, který z hnědé přechází v jasně žlutou. Neopeřené nohy jsou žluté. Samec a samice se navzájem liší pouze velikostí.
Hlasem je zdaleka slyšitelné „kjikjikjiklieklikklik“; samec má vyšší hlas, než samice.

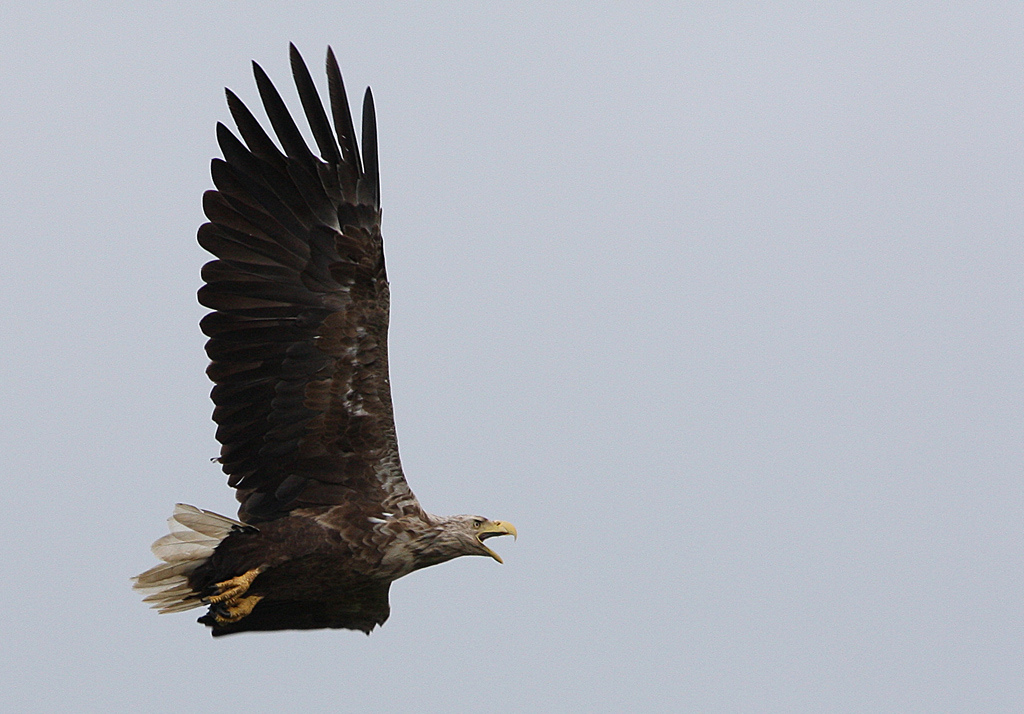
Dospělý pták v letu
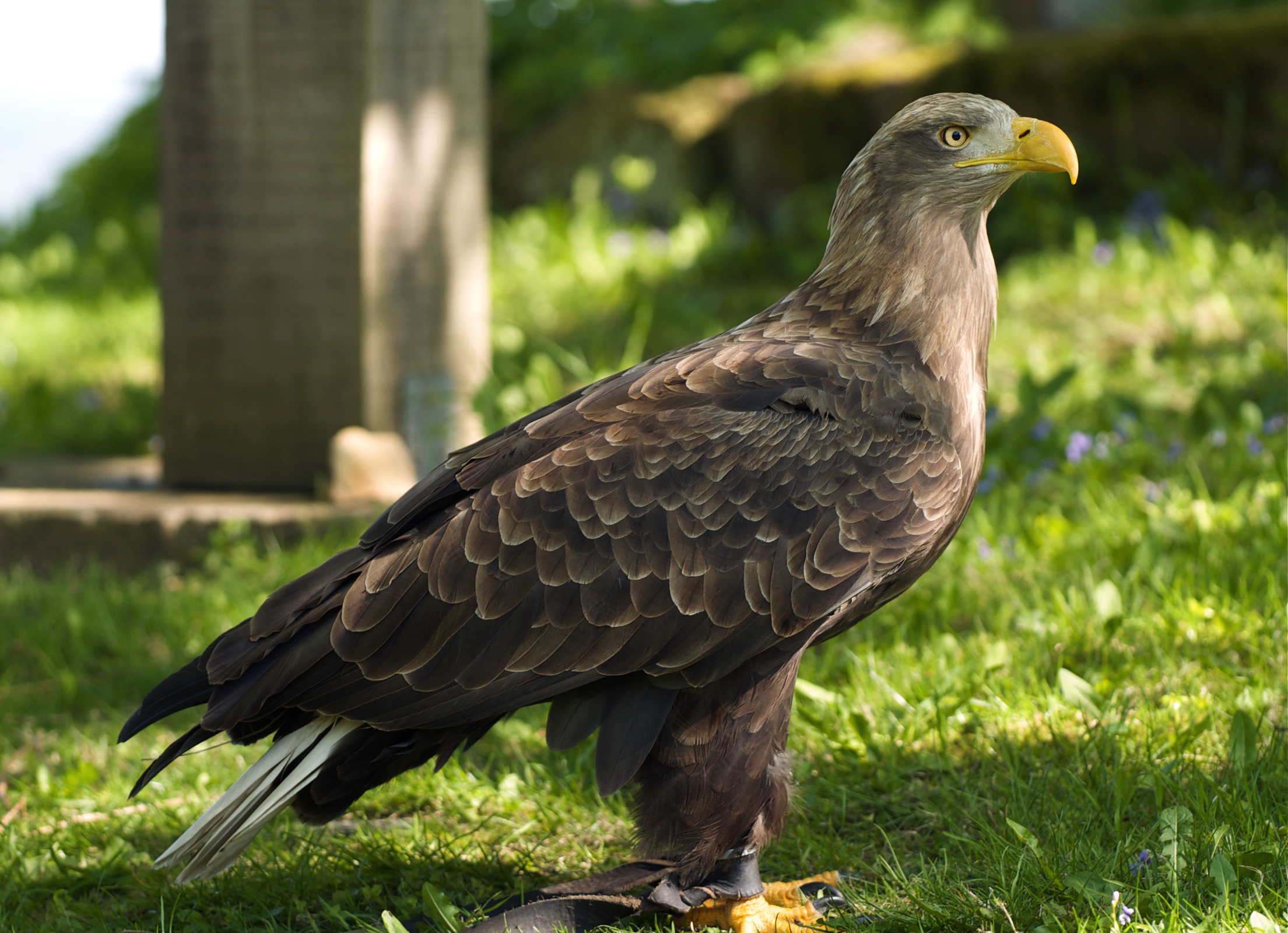
Dospělý jedinec
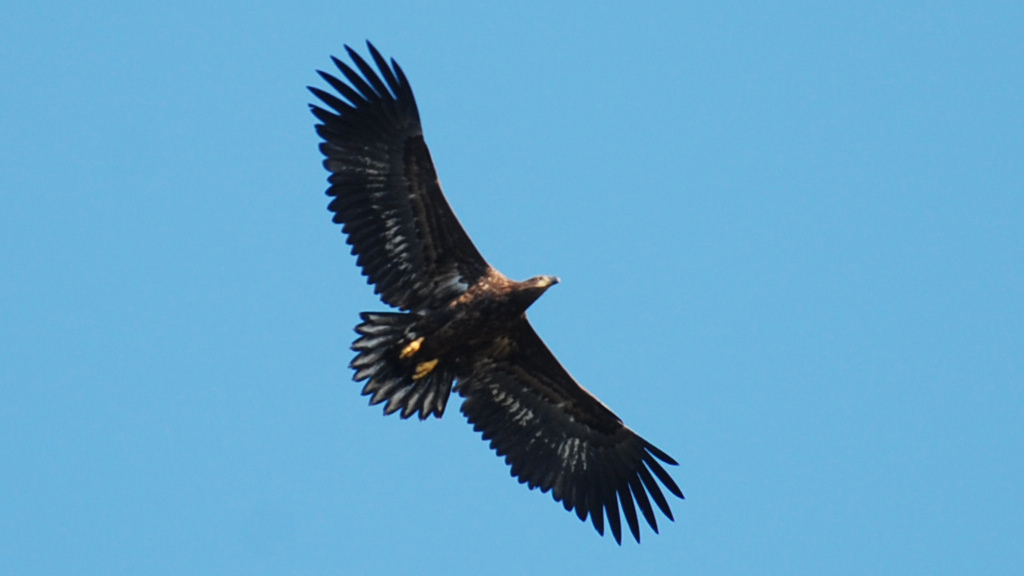
Mladý pták v letu
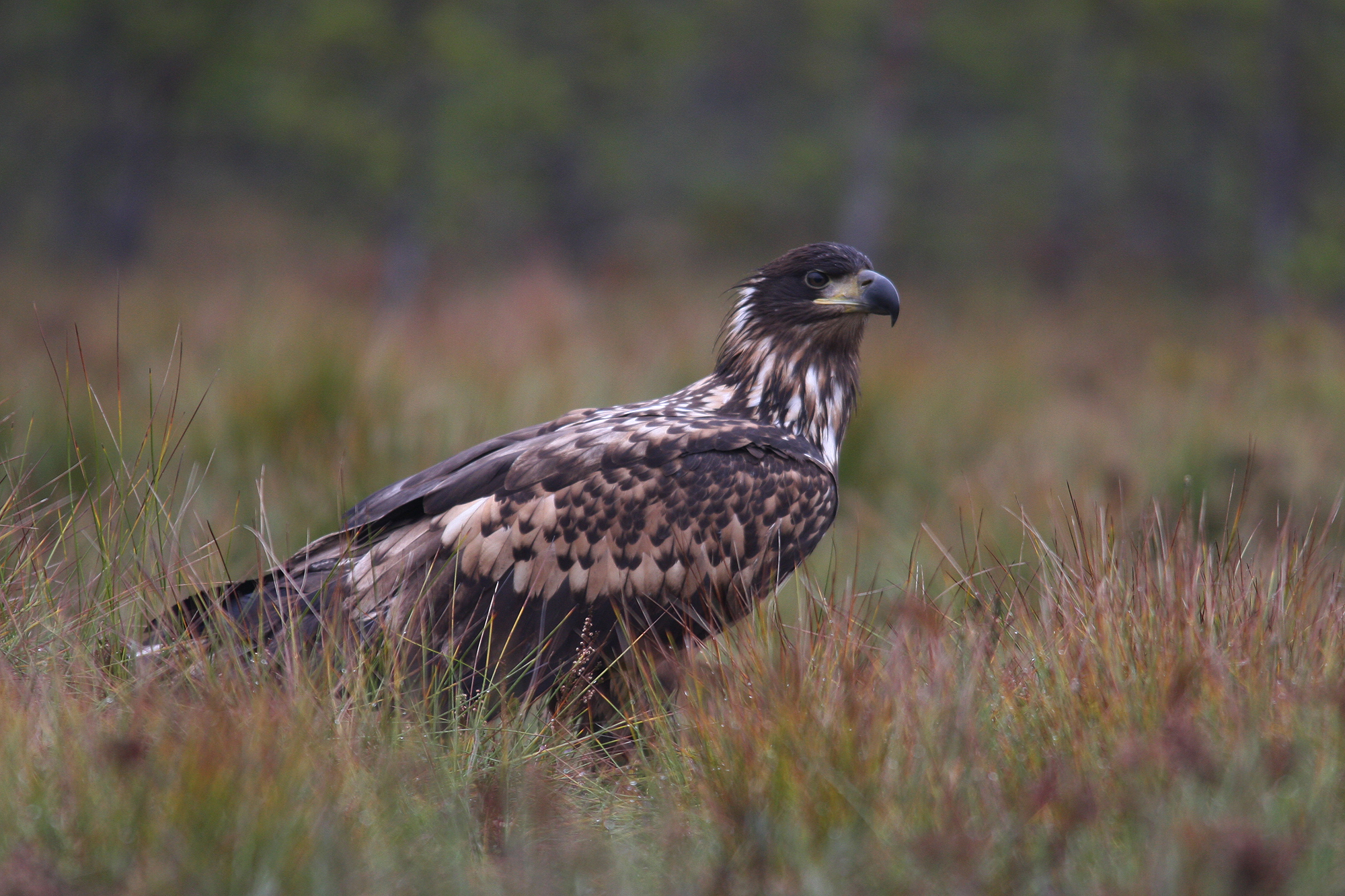
Mladý pták

## Rozšíření
Orel mořský je rozšířen v Evropě a Asii mimo tropické oblasti (palearktický typ rozšíření). Na severu tvoří hranici výskytu lesotundra, na jihu hranice probíhá od Balkánu přes Turecko k jižnímu pobřeží Kaspického moře. Jako okrajové oblasti výskytu lze označit i některé středomořské ostrovy, Island, Kamčatka, a ostrovy podél severovýchodního pobřeží Asie.
Dospělí ptáci jsou převážně stálí a zimu tráví obvykle v okolí hnízdišť, ptáci z nejsevernějších populací však táhnou do jižnějších oblastí, kde vyhledávají nezamrzající vodní plochy. Někdy zalétají i mnohem dále na jih, například do oblasti Perského zálivu nebo severní Indie. Mladí ptáci jsou potulní až tažní a mohou podnikat přesuny nejen na jih, ale i na sever (z Balkánu do střední Evropy apod.).
Orel mořský byl ve velké části původního areálu vyhuben, nebo zde byly výrazně sníženy jeho početní stavy. Začátkem 20. století vymizel z Irska, roku 1916 naposledy zahnízdil ve Skotsku, v roce 1980 v Dánsku, v roce 1964 na Slovensku, roku 1946 v Rakousku. V posledních letech se však situace zlepšuje a znovu se šíří zpět do původních lokalit; od roku 1983 hnízdí opět ve Skotsku, od roku 1987 v Litvě, od roku 1984 i v ČR. Celková početnost v Evropě je odhadována na 5000 párů.

### Výskyt v Česku
Až do 19. století hnízdil na území ČR poměrně běžně, ale poté jako hnízdič postupně vymizel. Ve druhé polovině 19. století zanikla poslední hnízdiště v Čechách a ve 20. letech 20. století i na Moravě. Dlouhá desetiletí se zde objevoval pouze v zimě, přičemž největším zimovištěm bylo pravidelně Třeboňsko. To se také díky příhodným podmínkám k hnízdění a dostatečné potravní nabídce stalo oblastí, kam byla zacílena snaha ornitologů a orgánů ochrany přírody o obnovení původních hnízdišť, jejíž součástí bylo intenzivní přikrmování zimujících ptáků, postavení několika umělých hnízd a vypouštění v zajetí odchovaných mladých orlů zpět do volné přírody (v letech 1978–1989 bylo vypuštěno celkem 9 jedinců). První, avšak neúspěšné zahnízdění bylo v lokalitě zaznamenáno v roce 1984, kdy hnízdící pár tvořili jedinci vypuštění ze zajetí. První mláďata byla úspěšně vyvedena až v roce 1986, je však pravděpodobné, že k zahnízdění došlo nejméně na 2 lokalitách již v letech 1981–1982, a to u ptáků z divoké, původně jen zimující populace. V roce 1984 byl první pokus o zahnízdění zaznamenán i na jižní Moravě a v roce 1988 i na další zdejší lokalitě, první mláďata zde však byla vyvedena až v roce 2004. V následujících letech se orel mořský jako hnízdící druh rozšířil i do Českobudějovicka, Jindřichohradecka a Českolipska.
Celková početnost byla v letech 1985–89 odhadnuta na 8–10 párů a v roce 1994 na 10–15 párů. V roce 2000 bylo prokázáno 17 hnízdění a u dalších 4–8 bylo považováno za možné až pravděpodobné, v roce 2006 byla velikost hnízdící populace odhadnuta na 25–30 párů, v roce 2013 na 100 párů, v roce 2017 na 100 až 150 párů. Stoupající tendenci má i počet zimujících ptáků; největšími zimovišti jsou Třeboňsko, kde pravidelně zimuje 40–50 jedinců, a jižní Morava (Novomlýnské nádrže), kde lze pozorovat až 60 ptáků. V menším počtu zimuje i na mnoha dalších lokalitách. K roku 2019 byl celkový počet jedinců odhadován na 500 až 600 (z toho minimálně 100 hnízdících párů) a orel mořský je tak zdaleka nejpočetnějším ze všech v Česku se vyskytujících orlů.

## Potrava

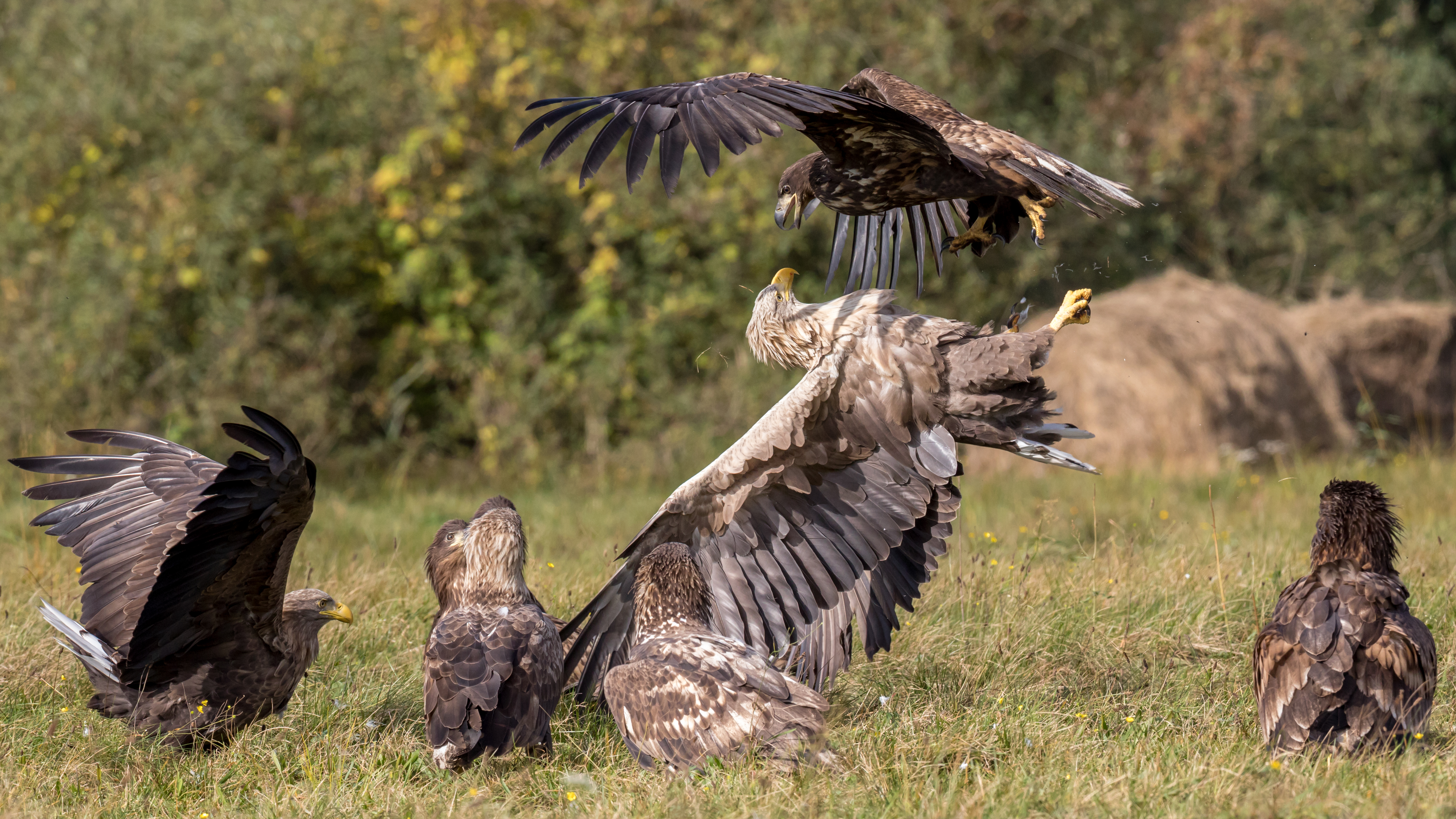
Zápas mladého (nahoře) a dospělého orla o potravu

Potrava orla mořského je tvořena téměř výhradně rybami, ptáky a savci, zcela výjimečně se v ní mohou objevit i jiní živočichové, včetně plazů a obojživelníků. Její složení se liší v závislosti na místě výskytu a ročním období; v Grónsku v ní převažují ryby (93 %), v Polsku ptáci (90,7 %) a v ruské části Laponska savci (40,7 %). Z ryb bývají nejčastěji chytány exempláře o délce 10–15 cm, nicméně běžně se zmocňuje ryb o hmotnosti 1–2 kg (štika, okoun, kapr, plotice, cejn) a dokáže ulovit i kořist těžkou 5–6 kg. Z ptáků v potravě převládají vodní ptáci, jako lysky, kachny, racci či potápky. Zbytky po větších savcích (srnec obecný, prase divoké) pocházejí nepochybně z padlých nebo silně oslabených kusů, přímý útok nebyl nikdy pozorován. Denní spotřeba je zhruba 700 g, což je průměrně 500 g čisté svaloviny. Potravu vyhlíží za letu nebo vsedě z vyvýšeného místa, a ačkoli dokáže ulovit i zcela zdravou kořist, zaměřuje se především na uhynulé nebo oslabené kusy, čímž v přírodě vykonává sanitární funkci. Známý je také občasný tzv. kleptoparazitismus.

## Rozmnožování
Hnízdí jednotlivě na okrajích zatopených území, v jezernatých, rybničnatých a pobřežních oblastech. Zásnubní lety za mírného počasí probíhají již v druhé polovině prosince, obvykle však během ledna až března. Oba ptáci při nich vystoupají za hlasitého volání do výše, kde se samec spouští střemhlav na samici, která se na poslední chvíli převrátí na záda a proti samci nastaví pařáty.
Hnízdo je obrovská stavba ze silných větví, vystlaná tenkými větvičkami, trávou nebo drny, umístěná na stromech, skalách, v rákosinách a v tundře i na zemi (v ČR výhradně na stromech, nejčastěji na borovicích). Na jeho stavbě, která trvá asi 2,5 týdne, se podílejí oba ptáci. Párem je za příhodných podmínek využíváno opakovaně, i když může v různých letech střídat více hnízd. Průměr hnízda dosahuje 100–160 cm, výška nového hnízda 60 cm. Každý rok však hnízdo trochu dostavuje, takže po několika letech může dosáhnout výšky i dvou metrů a hmotnosti několika set kilogramů.
Hnízdí 1× ročně, náhradní snůšku klade jen v případě brzkého zničení vajec. Ve střední Evropě začíná hnízdit zpravidla v únoru, kdy do hnízda klade 1–2 bílá vejce o rozměrech 74,7 × 57,9 mm a hmotnosti 141–145 g. Snášena jsou v intervalu 2–5 dnů a na jejich inkubaci se podílejí oba ptáci po dobu cca 38 dnů. Mláďata zpočátku krmí jen samice, která jim trhá veškerou potravu, po 5–6 týdnech si s kořistí již poradí sama a předkládá jim ji i samec. Doba krmení na hnízdě je asi 70–75 dnů. I po opuštění hnízda se mláďata zprvu zdržují poblíž a rodiče je krmí ještě aspoň 1 měsíc. Pohlavní dospělosti dosahují ve věku 5–6 let. Ve volné přírodě je nejvyšší zaznamenaný věk 34 let.

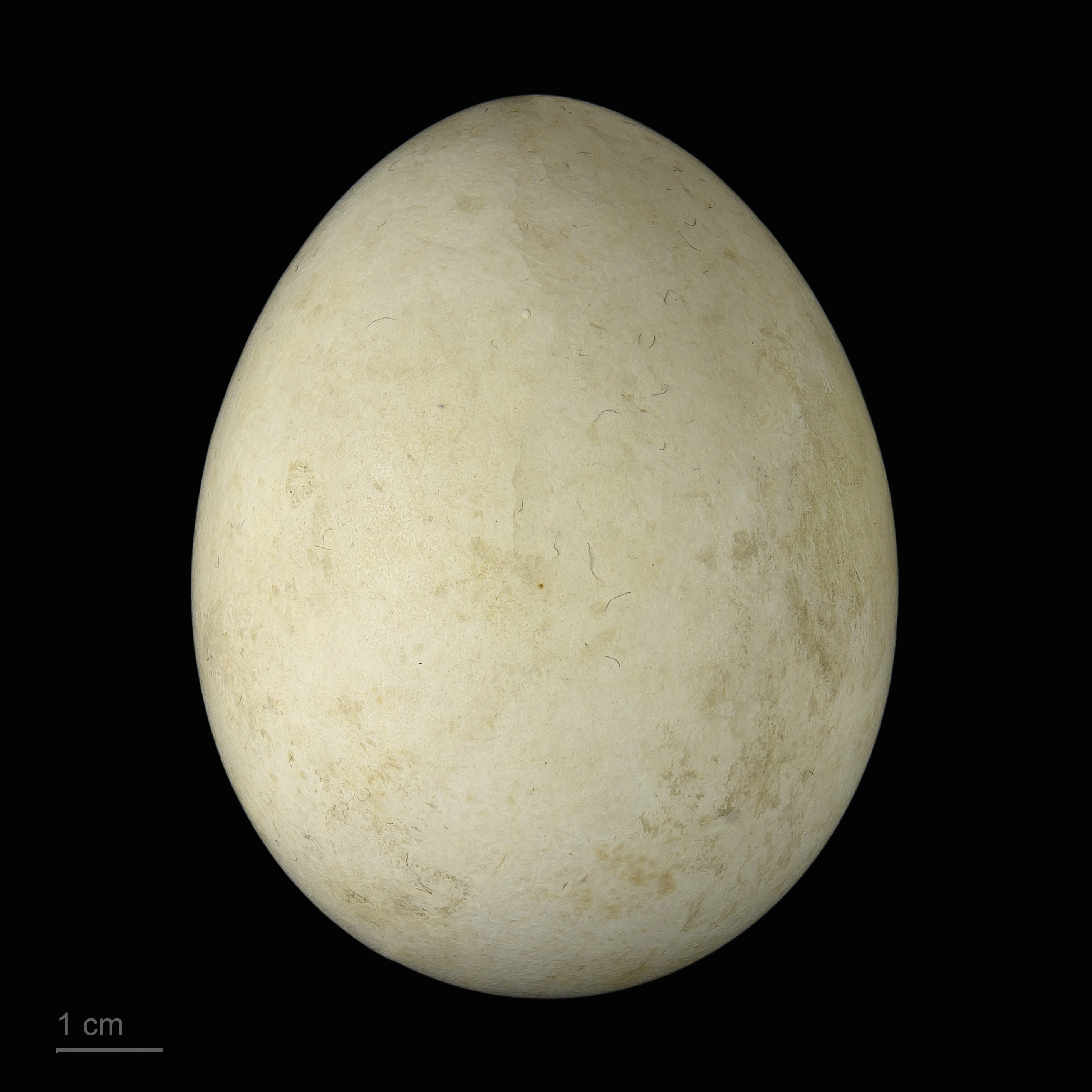
Vejce orla mořského
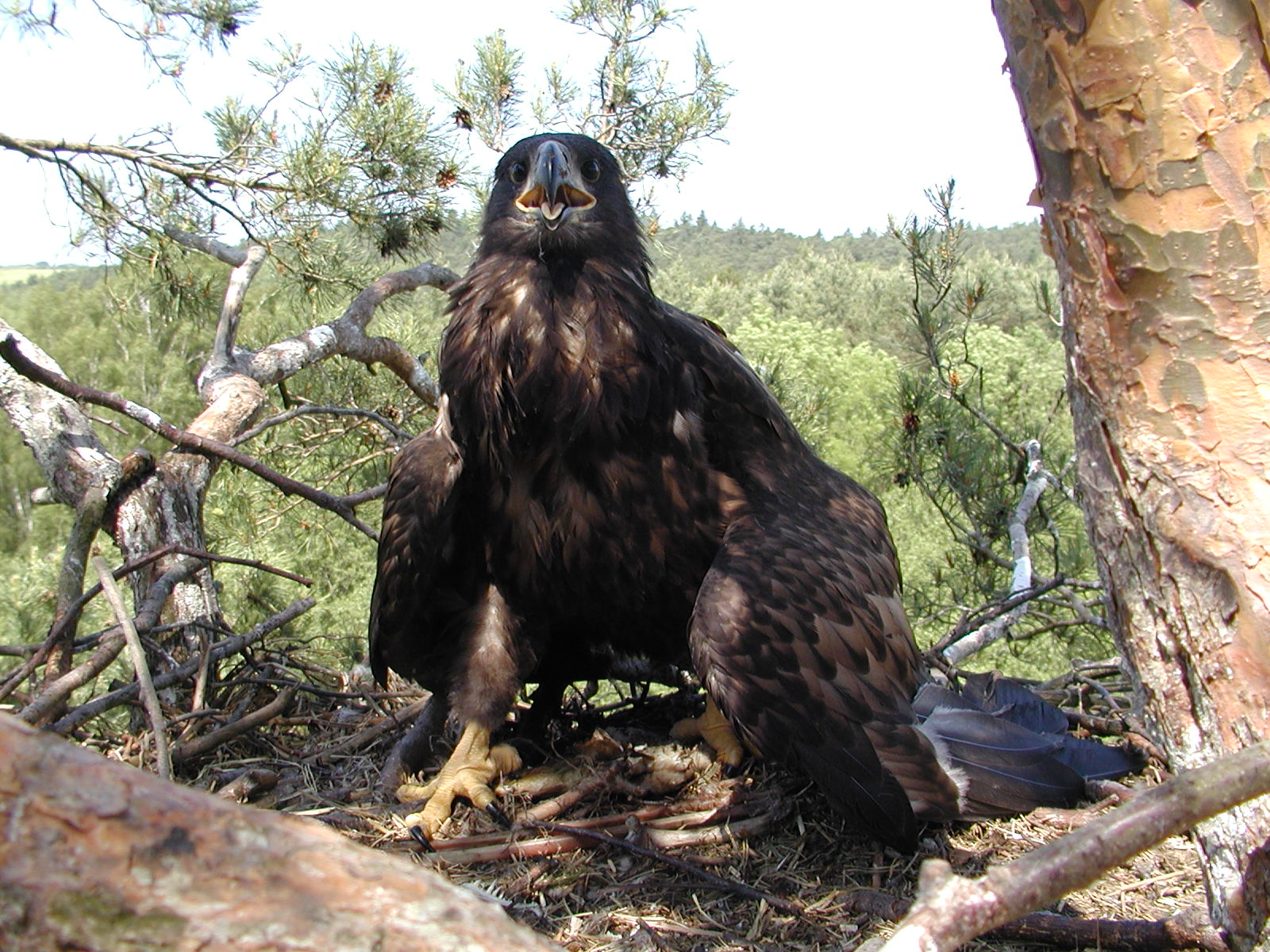
Mládě orla mořského na hnízdě

## Ohrožení a ochrana
Dospělí ptáci nemají v přírodě žádného přirozeného predátora, největší hrozbu pro ně tak představuje lidská činnost. V časných fázích hnízdění jsou citliví na vyrušování, takže přítomnost lidí v blízkosti hnízda může vést až k jeho opuštění. Při těžbě dřeva pak může dojít ke zničení hnízdiště.
Mnohem závažnější je ale ilegální pokládání otrávených návnad, které se v Česku velmi rozšířilo v posledních letech. Jen v roce 2006 na něj doplatilo 9 jedinců, desátý byl postřelen. Jedem, který bývá nejčastěji používán, je insekticid karbofuran. Přestože je jakékoli pokládání otrávených návnad nelegální již více než 40 let, dochází k němu v současnosti v takovém rozsahu, že může během několika málo let způsobit vymizení orlů mořských z České republiky.
V Německu, kde bylo v letech 1990–2000 zkoumáno 120 kadáverů orlů mořských, byly nejčastějšími příčinami úhynu srážka s vlaky (14 %), otrava olovem (12 %) a infekční onemocnění (11 %). K dalším příčinám, kterým podlehl větší počet ptáků, patřil například zásah elektrickým proudem (9 %) nebo zranění způsobené během vnitrodruhových konfliktů (5 %). Otrava chlorovanými uhlovodíky byla potvrzena u tří jedinců, otrava karbofuranem u jednoho.
V ČR je dle vyhlášky č. 395/1992 Sb. kriticky ohroženým druhem a je zařazen též v Příloze I. Směrnice o ptácích.

## Orel mořský v českých zoo
- Zoo Ostrava
- Zoo Jihlava
- Zoo Liberec

## Ocenění
- Česká společnost ornitologická – Pták roku 2006

## Heraldika

Státní znak Polska

Orel mořský je významným heraldickým zvířetem, které se objevuje ve znaku i na vlajce Polska.